# كسر أنفي

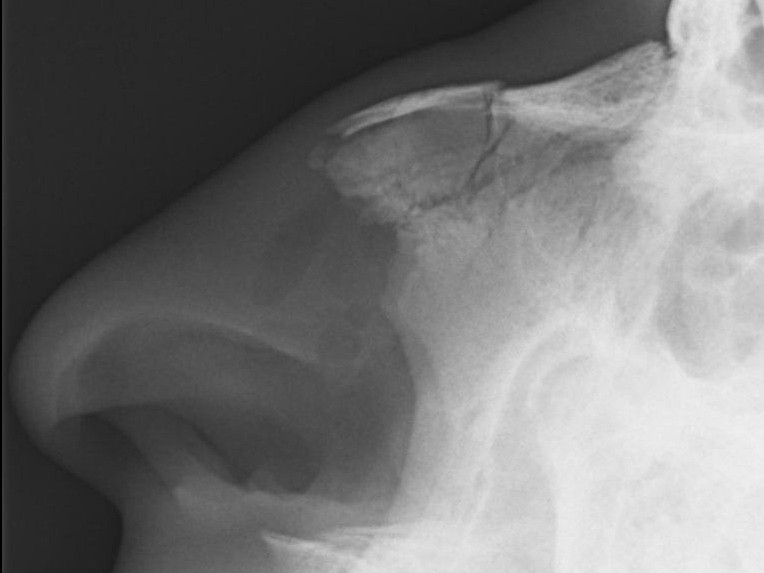
التصنيف والمصادر الخارجية طب الطوارئ	:التخصص S02.2 ICD-10 802.0 ICD-9-CM

كسر الأنف ويُشار إليه بالأنف المكسور وهو كسر إحدى عظام الأنف  قد تتضمن الأعراض النزيف والتورم والكدمات وعدم القدرة على التنفس من خلال الأنف. قد يكون الكسر معقد بسبب كسور أخرى في الوجه أو ورم دموي في حاجز الأنف.
تتضمن الأسباب الأكثر شيوعًا الاعتداء والصدمات أثناء الرياضة والسقوط وحوادث السير. يعتمد التشخيص عادةً على العلامات والأعراض وقد يتم تأكيده في بعض الأحيان عن طريق الأشعة السينية العادية.
عادة ما يتم العلاج باستخدام مسكنات الألم والكمادات الباردة. يمكن أن يحدث الردٌّ، إذا لزم الأمر،

## المسببات
تحدث كسور الأنف بسبب الرضات الخطيرة على الوجه. تشمل المصادر الشائعة لكسور الأنف الإصابات الرياضية و القتال والسقوط وحوادث السيارات للأعمار الصغيرة والسقوط بسبب الإغماء أو اختلال التوازن لكبار السن.

## الأعراض
تشمل أعراض كسر الأنف الكدمات والتورم و قابلية الكسر وألم و تشوه، و/أو نزيف من الأنف ومنطقة الأنف من الوجه. قد يواجه المريض صعوبة في التنفس أو رعاف زائد (في حالة تلف الغشاء المخاطي للأنف). قد يعاني المريض أيضاً من كدمات حول أحد عينيه أو كلا العينين.

## التشخيص
يتم تحديد كسور الأنف بصرياً أو من خلال الفحص الجسدي والأولوية هي للتمييز بين الكسور البسيطة المتعلقة بعظام الأنف (نوع 1) و الكسور التي تشمل أيضاً عظام الوجه الأخرى و/ أو حاجز الأنف (أنواع 2 و 3). الأشعة السينية لكسور النوع البسيط الأول توفر معلومات قليلة مفاجئة ما وراء الفحص السريري. قد يتم تأكيد التشخيص بالأشعة السينية أو الأشعة المقطعية وهذه مطلوبة إذا تم الإشتباه بإصابات أخرى في الوجه. على الرغم من أن علاج كسور عظام الأنف البسيطة غير ملحة يتم الإحالة لعلاج محدد لمدة 5-7 أيام عادة يكون كافي. هناك إصابة لها علاقة وهي ورم دموي في الحاجز الأنفي ويحدث حوالي 5% من الحالات ولا يحتاج علاج عال ويجب اعتماد تقييم إصابات الأنف.

## اختلاطات الكسر
أذية القناة الدمعية وكسر الصفيحة المصفوية وسيلان سائل دماغي شوكي وفقد شم

## العلاج
بإمكان كسور الأنف الطفيفة الشفاء من تلقاء نفسها فليس هناك تشوه تجميلي بليغ ويمكن وصف علاج الثلج للألم لتخفيف الشعور بعدم الراحة أثناء وقت النقاهة. أينما يتشوه الأنف في كسور الأنف يتم محاولة تعديله يدوياً وغالباً ما تكون النتائج جيدة.
تحتوي الإصابات على هياكل أخرى (أنواع 2 و 3) التي يجب التعرف عليها والتعامل معها جراحيا.

### رد الكسر بالطريقة المغلقة
يدويا بدون جراحة ويتم بالساعات الثلاث الأولى بعد الكسر قبل تشكل الوذمة أو بعد الكسر بعدة أيام بعد زوال الوذمة وقبل تصلب العظم، يتم برفع هيكل الأنف مع حركة جانبية معاكسة لجهة انزياح الأنف بعد الكسر 

### رد الكسر بالطريقة المفتوحة
جراحيا عند فشل الرد المغلق أو بحال الكسور الكبيرة

## النقاهة
استقرار العظام بعد الكسر يحصل ما بين 3 إلى 4 أسابيع ويقترح بعض الخبراء بعدم ارتداء النظارات أو التمخط خلال هذا الوقت لأنه قد يؤثر على محاذاة العظام. يحدث اندماج العظام الكامل ما بين 4 إلى 8 أسابيع والنشاط العام يكون ممتاز بعد أسبوع إلى أسبوعين ولكن لا ينصح بممارسة الرياضة التي تتطلب احتكاك جسدي لمدة شهرين إلى ثلاثة أشهر على الأقل وذلك يعتمد على مدى سوء الإصابة. محاولة عدم حمل الأشياء الثقيلة إلا إذا وافق الطبيب على ذلك. إذا كان لديك بيرة فقم بارتدائها حتى يوافق الطبيب على خلعها. من الموصى أنه يجب ارتداء خوذة الوجه عند المشاركة بالرياضة لمدة 6 أسابيع على الأقل بعد الإصابة أو حتى يقرر الطبيب أن الوضع آمن.

## العناية الذاتية
لا تقم بإزالة أي جبائر دون الحصول على إذن طبي. عند الشعور بالخنقة أو الكتمة قم بأخذ حمام ساخن أو تنفس في بخار وهذا يمكن أن تساعد في فض المخاط والدم الجاف الذي يتراكم بعد الجراحة أو الإصابة. يمكن أخذ أدوية الأنف بالحصول على إذن طبي من الدكتور و لتخفيف الألم دون وصفة طبية محددة يؤخذ عن طريق الفم مسكنات ومضادات للالتهابات الغير الستيرويدية